# Concertino pour violoncelle de Prokofiev
Pour les articles homonymes, voir Concertino pour violoncelle.
Le Concertino pour violoncelle de Prokofiev opus 132 en sol mineur est un concerto pour violoncelle et orchestre de Serge Prokofiev. Prokofiev laissa la partition inachevée dans sa forme originelle pour violoncelle et piano. Mstislav Rostropovich acheva l'œuvre et la créa le 29 décembre 1956 à Moscou. La partition fut orchestrée par Dimitri Kabalevski et fut créé le 18 mars 1960 à Moscou.

## Analyse de l'œuvre
1. Andante mosso
2. Andante
3. Allegretto

## Instrumentation
- Deux flûtes, deux hautbois, un cor anglais, deux clarinettes, deux bassons, quatre cors, deux trompettes, trois trombones, un tuba, timbales, instruments de percussion, un célesta, cordes.